# Bieuzy
Bieuzy korábbi község Franciaországban, Morbihan megyében. Lakosainak száma 776 fő (2018. január 1.). Bieuzy Le Sourn, Pluméliau, Melrand és Guern községekkel határos.
2019. január 1-jén Pluméliau korábbi községgel egyesült és az így létrejött Pluméliau-Bieuzy új község része lett.

## Népesség
A település népességének változása:
| Lakosok száma | 923  | 886  | 842  | 708  | 735  | 755  | 760  | 784  | 774  | 776  |
|               | 1968 | 1975 | 1982 | 1999 | 2006 | 2011 | 2013 | 2016 | 2017 | 2018 |